# Famille de Ludre
La famille de Ludre est une anciennes familles de la noblesse lorraine dont la filiation est suivie depuis 1282. Elle s'est éteinte en 1979.

## Origine
La famille de Ludre est une famille d'extraction chevaleresque dont la filiation suivi est donnée jusqu'en 1282.
Elle est issue des sires de Frolois en Lorraine donnée par  des auteurs anciens comme issus d'une branche puînée de la maison de Bourgogne. Milon, sire de Frolois, mentionné en 1256 laissa de Simone de Berzé : Ferry de Frolois, qui passe en Lorraine où il épouse Cécile d'Amance. La même année, ils achètent la plus grande partie de la seigneurie de Ludres dont il prend le nom ainsi que ses descendants.
De nombreux membres de la famille de Ludre sont inhumés dans la chapelle familiale dans l'église de Ludres.
La famille de Ludre s'est éteinte en ligne masculine en 1979 avec Jean Marie louis Horace de Ludre, né le 31 janvier 1913 à Paris 7e et mort à Garches le 22 avril 1979 . Il était le fils de Ferri de Ludre (1870-1915) député de Meurthe-et-Moselle (1902-1915) et de Louise de Maillé de La Tour-Landry (1873-1953).  Sans alliance ni postérité, Il adopte son neveu Charle-Louis de Cossé-Brissac (fils de sa soeur Jeanne de Ludre[réf. souhaitée].

## Possessions
- Château de Ludres (détruit)

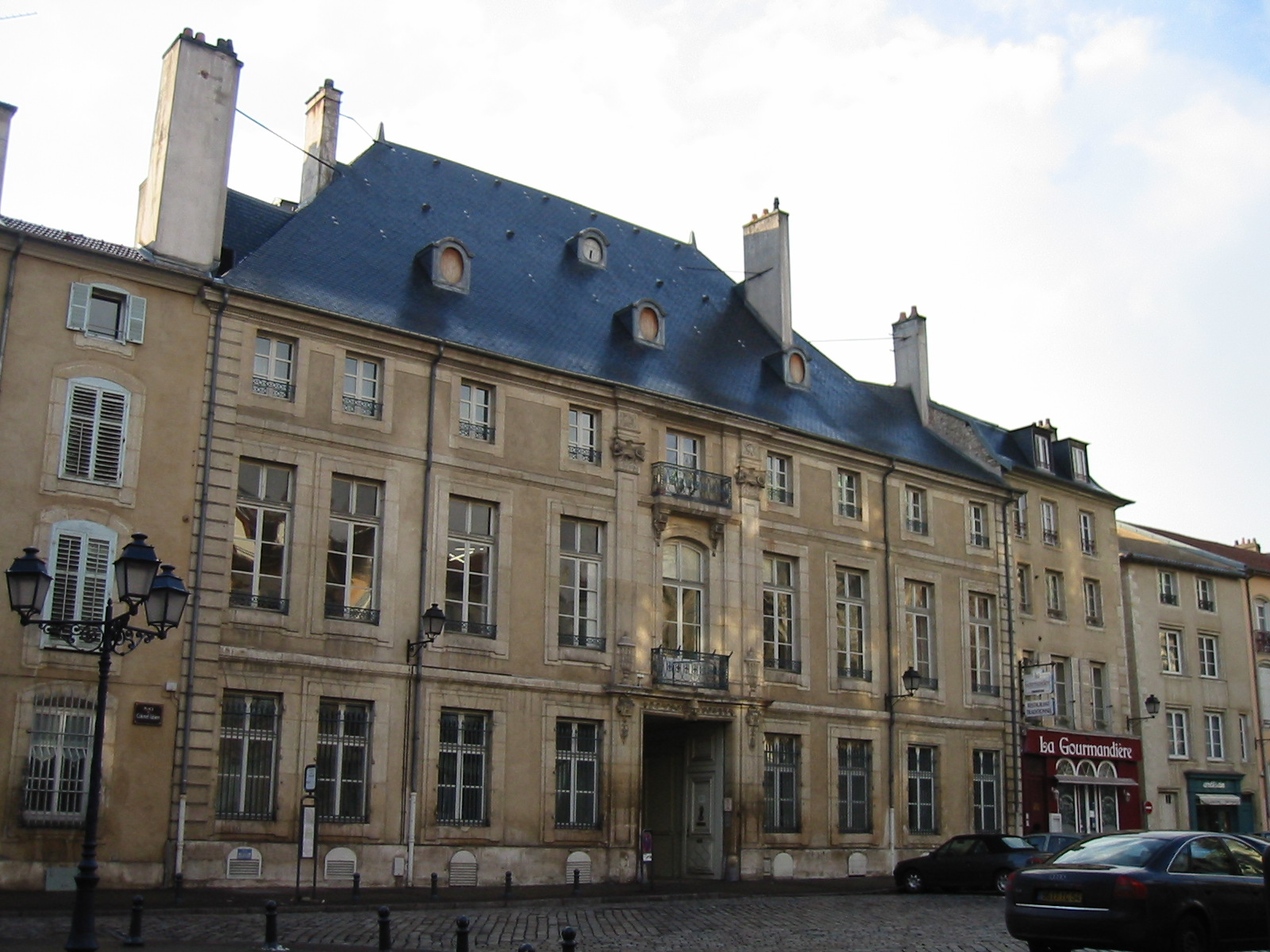
Hôtel de Custine-Ludre, place du colonel Fabien

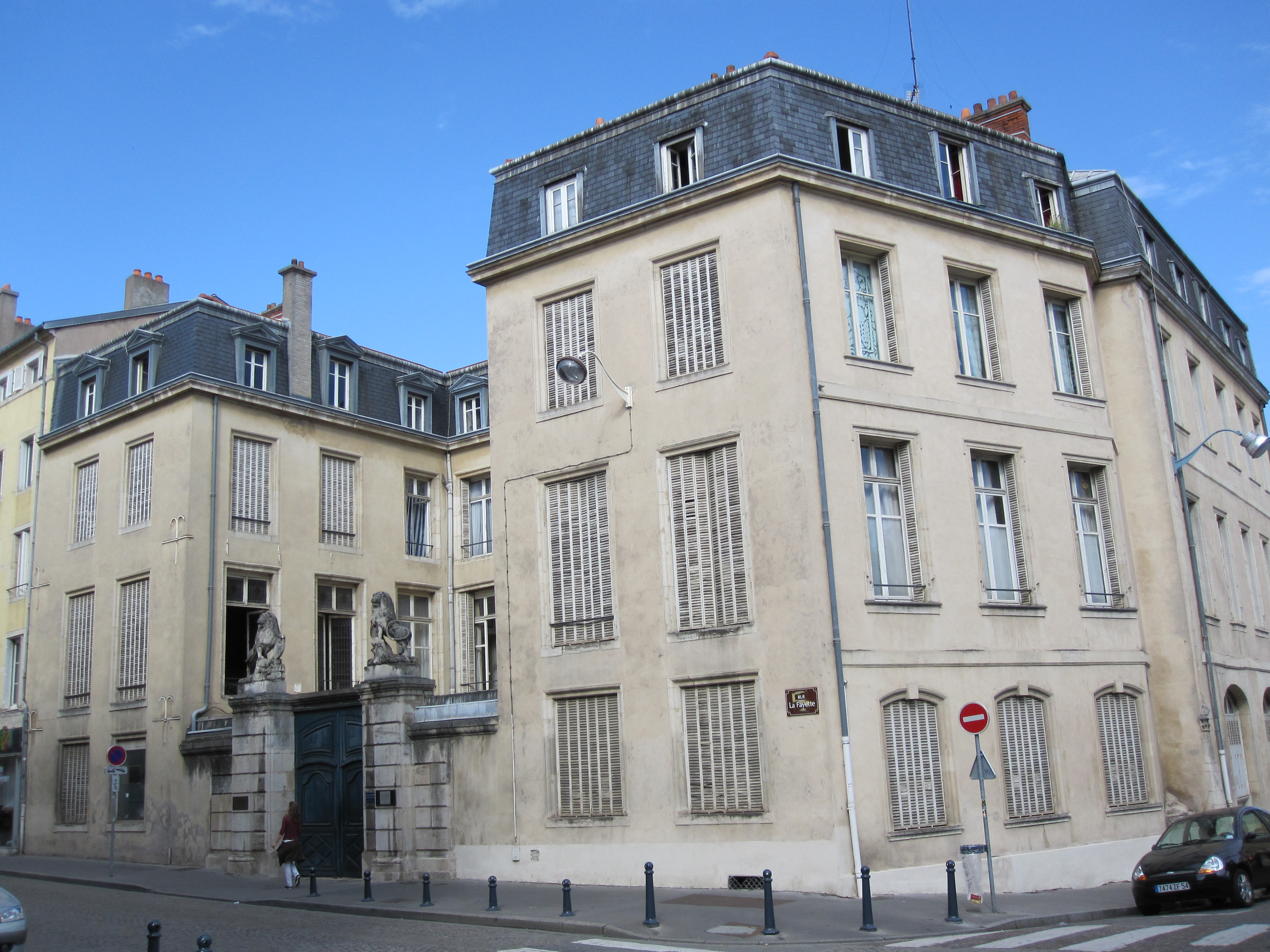
Hôtel de Ludre, rue Lafayette

- Château de Richardménil (détruit à la Révolution et remplacé par une maison de maître).
- Hôtel de Custines-Ludre à Nancy (place du colonel Fabien), jusqu'à la Révolution de 1789.
- Hôtel de Ludre,  à Nancy (2 rue La Fayette) acheté en 1820[5],

## Armes
- Bandé d’or et d’azur de six pièces, à la bordure engrêlée de gueules[2].

## Titres
- Marquis de Bayon par lettres patentes du duc de Lorraine du 7 octobre 1720[6].
- Marquis de Ludre de Frolois par lettres patentes du roi Stanislas de Pologne du 20 mars 1757[6].

## Personnalités
- Isabelle de Ludres (1648-1726) dite la Belle de Ludre, fiancée à Charles IV de Lorraine et favorite éphémère de Louis XIV[6].
- Charles Louis de Ludre de Frolois (1739-1798), maréchal de camp.
- Charles de Ludre (1796-1884), homme politique.
- Gaston de Ludre (1830-1897), historien.
- Ferri de Ludre (1870-1915), homme politique,
- René de Ludre-Frolois (1864-1955), homme politique.

## Alliances
Les principales alliances de la famille de Ludre sont : de Maillé de La Tour-Landry (1894), de Cossé-Brissac.